# Kamieniec Ząbkowicki (stacja kolejowa)
Kamieniec Ząbkowicki – stacja kolejowa w Polsce, znajdująca się w północno-wschodniej części miasta Kamieniec Ząbkowicki, na granicy z dawnym Goleniowem Śląskim, położona w powiecie ząbkowickim. Według klasyfikacji PKP ma kategorię dworca lokalnego.
W 1873 roku przez Kamieniec przeprowadzono linię kolejową z Wrocławia przez Kłodzko do Międzylesia (ob. linia kolejowa nr 276), a w 1874 roku linię kolejową Legnica – Nysa (ob. linia kolejowa nr 137), tym samym stacja stała się ważnym węzłem komunikacyjnym.
W latach 1945–1947 stacja nosiła nazwę Kamieniec nad Ochną.

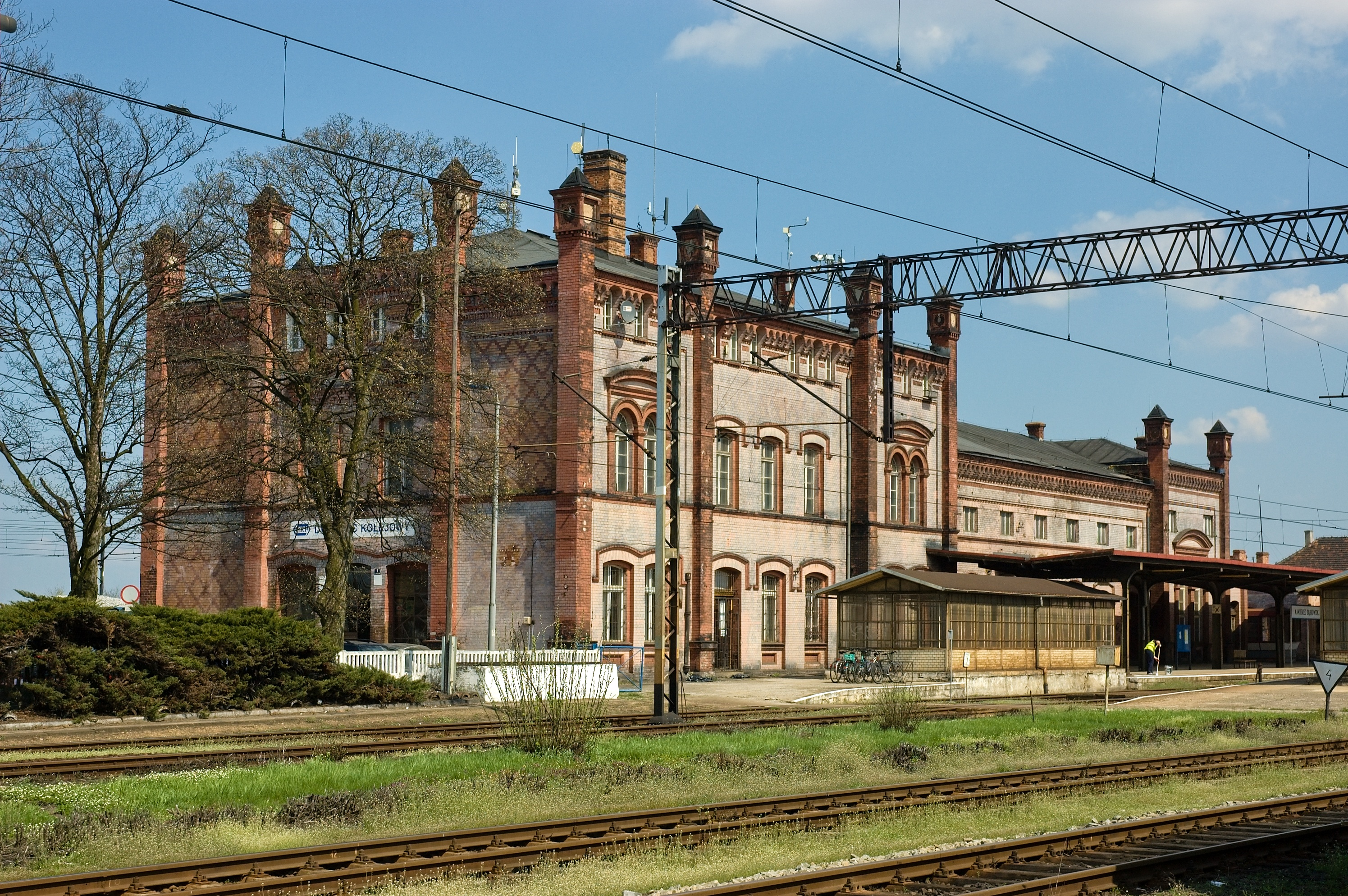
Budynek dworcowy

Na stacji kończy się ścieżka edukacyjna po Przedgórzu Sudeckim – znajduje się tutaj jej 17 (ostatni) przystanek. Na stacji także można spotkać szynobusy należące do województwa dolnośląskiego kursujące z Kłodzka do Legnicy. Od 2008 nieczynny dla ruchu pasażerskiego jest odcinek Kamieniec Ząbkowicki – Nysa, przez co stacja straciła na znaczeniu. W grudniu 2018 roku Przewozy Regionalne przywróciły połączenia na tym odcinku tylko weekendowo. Od grudnia 2020 InterCity na trasie Kamieniec Ząbkowicki – Nysa pojawiły się codzienne połączenia dalekobieżne Kraków Główny – Jelenia Góra oraz Polanica-Zdrój – Olsztyn Główny. Dzięki temu mieszkańcy zyskali znów połączenia z Nysą, Katowicami, Warszawą oraz Krakowem.
W grudniu 2020 ogłoszono przeprowadzenie remontu budynku stacyjnego.

## Ruch pasażerski
| Rok  | Wymiana pasażerska na dobę |
| ---- | -------------------------- |
| 2017 | 300-499                    |
| 2022 | 500-699                    |

## Połączenia
Ze stacji w Kamieńcu Ząbkowickim aktualnie można dojechać do:
- Ząbkowice Śląskie,
- Piława Górna,
- Dzierżoniów,
- Świdnica,
- Jaworzyna Śląska,
- Strzegom,
- Jawor,
- Legnica,
- Paczków,
- Otmuchów,
- Nysa,
- Prudnik,
- Kędzierzyn-Koźle,
- Gliwice,
- Bardo,
- Kłodzko,
- Polanica-Zdrój,
- Szczytna,
- Duszniki-Zdrój,
- Kudowa-Zdrój,
- Bystrzyca Kłodzka,
- Międzylesie,
- Ziębice,
- Henryków,
- Strzelin,
- Wrocław,
- Oborniki Śląskie,
- Żmigród,
- Rawicz,
- Leszno,
- Kostrzyn,
- Poznań,

Weekendowo InterCity:
- Brzeg,
- Opole,
- Częstochowa,
- Warszawa

Połączenia międzynarodowe:
- Lichkov,
- Uście nad Orlicą,
- Pardubice,
- Praga

Od 13 grudnia 2020 codziennie Intercity
- Jelenia Góra,
- Warszawa,
- Wałbrzych,
- Świebodzice,
- Olsztyn,
- Katowice,
- Zabrze,
- Kraków,
- Gdynia,
- Gdańsk,
- Sopot,
- Bydgoszcz,